# Herbert Backe

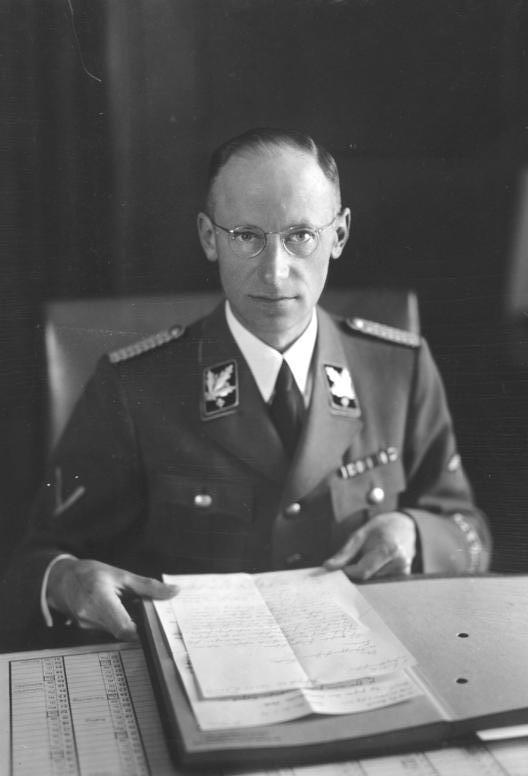
Herbert Backe in der Uniform eines SS-Gruppenführers (Aufnahme vom 2. Juni 1942)

Herbert Friedrich Wilhelm Backe (* 1. Mai 1896 in Batumi, Russisches Kaiserreich; † 6. April 1947 in Nürnberg) war ein deutscher Politiker (NSDAP). Er wurde 1933 Staatssekretär im Reichsministerium für Ernährung und Landwirtschaft (RMEL) unter dem damaligen Minister Walther Darré. Ab 1936 war er zugleich Leiter der Geschäftsgruppe Ernährung in Hermann Görings Behörde für den Vierjahresplan. 1942 stieg er zunächst kommissarisch zum Leiter des Ministeriums für Ernährung und Landwirtschaft auf. Im April 1944 wurde er offiziell zum Reichsminister ohne Geschäftsbereich ernannt und mit der Weiterführung der Leitung des RMEL beauftragt. Nach dem Kriegsende wurde Backe von den Alliierten verhaftet und zweimal in Nürnberg vernommen. Am 6. April 1947 erhängte er sich in seiner Zelle im Nürnberger Kriegsverbrechergefängnis.
Anders als Darré verfolgte Backe im Rahmen der nationalsozialistischen Agrarpolitik hinsichtlich des Autarkieziels einen pragmatischen Kurs. Während des Zweiten Weltkriegs propagierten Backe und seine Mitarbeiter vor dem Beginn des Unternehmens Barbarossa 1941 eine rigide kriegswirtschaftlich und rassenideologisch begründete Hungerpolitik, die als Backe- oder Hungerplan bezeichnet wird. Dieser hatte zum Ziel, die in den besetzten Gebieten der UdSSR produzierten Lebensmittel der dortigen Bevölkerung zu entziehen und zur Versorgung der Wehrmacht und der deutschen Bevölkerung zu verwenden, wobei der Hungertod von bis zu 30 Millionen Menschen bewusst in Kauf genommen wurde.

## Herkunft und Jugend in Russland
Herbert Backe wurde als Sohn des ausgewanderten Kaufmanns und preußischen Reserveleutnants Albrecht Backe in der damals russischen Stadt Batumi am Schwarzen Meer geboren. Seine Mutter Luise Backe stammte aus einer Anfang des 19. Jahrhunderts nach Russland ausgewanderten württembergischen Bauernfamilie. Auch weil sein Großvater mütterlicherseits es zum Fabrikanten gebracht hatte, wuchs er zunächst „in durchaus gesicherten, um nicht zu sagen, wohlhabenden Verhältnissen auf“, die sich durch ungünstige Wirtschaftsentwicklungen infolge der Russischen Revolution 1905 verschlechterten. Ab 1905 besuchte Backe in Tiflis das Gymnasium. 1907 beging sein Vater Suizid.
Zu Beginn des Ersten Weltkriegs 1914 musste er die Schule ohne Abschluss verlassen und wurde in Russland als Zivilgefangener vier Jahre lang interniert, weil er deutscher Staatsangehöriger war. Während des Russischen Bürgerkriegs gelangte Backe 1918 infolge der Vermittlung der schwedischen Botschaft in St. Petersburg nach Deutschland. Backe fand eine Beschäftigung als Hilfsdreher, später Hilfsschlosser und Lohnbuchhalter in einem Betriebsteil der Gute-Hoffnungs-Hütte Oberhausen in Sterkrade und holte am Realgymnasium das Abitur nach. Gemäß seinem sogenannten „Großen Bericht“ über seinen Werdegang, den er 1946 in der Nürnberger Haft anfertigte, befand sich die Familie Backes in den ersten Jahren nach der Übersiedlung ins Deutsche Reich in materieller Not, so dass Backe die kranke Mutter, den Bruder und die drei Schwestern unterstützen musste.

## Studium und nationalsozialistische Landwirtschaft in der Weimarer Republik
Herbert Backe studierte von 1920 bis 1923 an der Georg-August-Universität Göttingen Landwirtschaft und schloss das Studium als Diplom-Landwirt ab. Von 1923 bis 1924 war er Assistent für Agrargeographie, insbesondere russische Agrarwirtschaft, bei Erich Obst an der Technischen Hochschule Hannover. Während dieser Assistentenzeit entstand Backes als Dissertation geplante Schrift Die russische Getreidewirtschaft als Grundlage der Land- und Volkswirtschaft Russlands. Diese wurde zwar von der Universität nie angenommen, aber 1941 „nur für den Dienstgebrauch“ vervielfältigt, und zwar in einer Auflage von 10.000 Exemplaren im Selbstverlag.
Wie Backe selbst in der Einleitung seiner überarbeiteten Fassung 1941 schrieb, lehnte die Universität seine Dissertation ab, weil sie einerseits konzeptionell zu breit angelegt gewesen sei und andererseits die mikroökonomischen Aspekte nicht ausreichend betrachtet habe. In dieser Schrift formulierte er seine Grundsätze nationalsozialistischer Agrarpolitik und forderte eine „Neuordnung Europas“ auf landwirtschaftlichem Gebiet. Sein Konzept einer kontinentaleuropäischen Ernährungswirtschaft forderte die Ausnutzung landwirtschaftlicher Überschussgebiete aus sogenannten Ländern mit höherer „Selbstversorgungsrate“, beispielsweise der Ukraine, zugunsten hoch industrialisierter Länder auf der Basis eines „Zusammenschluss[es] der Völker gleicher oder verwandter Rasse und gleichen Raumes“. Er vertrat in seiner zurückgewiesenen Doktorarbeit die These, dass die Unterentwicklung Russlands nicht in dessen Geschichte, geographischer Lage und Großräumigkeit oder anderen Bedingungsfeldern zu suchen sei, sondern aus der rassischen Minderwertigkeit der Slawen und deren genetischer Disposition hervorgehe:

„Die russische Rückständigkeit […] ist auf Erbanlagen des russischen Volkes begründet, die nicht ‚entwickelt‘ werden können.“

Backe trat 1922 der SA sowie 1925 in Hannover der NSDAP bei und erhielt die Mitgliedsnummer 22.766. Der damalige Leiter des NS-Gaus Hannover-Süd, Ludolf Haase, beschrieb ihn in seiner Schrift Der Kampf der NSDAP 1921/24 rückblickend als „unbedingte[n] Anhänger des Rassegedankens“, der sich „besonders hingezogen [fühlte] zu der unbedingten Härte und Klarheit unseres Kampfes“. Nach der Auflösung des Gaus Hannover-Süd 1928 ließ Backe seine Mitgliedschaft bis 1931 ruhen.
Im Jahre 1927 war Backe Oberinspektor, eigentlich Gutsverwalter auf einem großen Gut in Pommern. Seit Anfang Oktober 1928 war er mit Ursula Backe verheiratet und übernahm mit finanzieller Unterstützung seines Schwiegervaters im November 1928 als Pächter die Domäne Hornsen mit rund 950 Morgen im Kreis Alfeld. Es gelang ihm, den in schwieriger Lage befindlichen Betrieb wirtschaftlich erfolgreich zu führen. Vor diesem Hintergrund, so der Historiker Joachim Lehmann, „ist der Wiedereintritt Backes ins politische Leben zu sehen“.
Während seiner Tätigkeit als Gutsverwalter war Backe von 1927 bis Ende 1930 Mitglied des paramilitärischen Stahlhelm, für den er Vorträge und Reden hielt. In seinem Stahlhelm-Vortrag vom 7. Dezember 1930 bedauerte Backe, dass die politische Führung im Ersten Weltkrieg nicht den Mut gehabt habe, die Eroberung von Siedlungsraum im Osten als Kriegsziel auszugeben:

„Unsere Regierung im Krieg hat es aus Gefühlsduselei unterlassen, dem deutschen Volk ein Kriegsziel zu zeigen. Man sprach von Selbstbehauptung, statt klar und deutlich auszusprechen, daß wir Siedlungsland brauchen, und zwar im Osten.“

Noch 1930 meldete sich Backe wieder bei der NSDAP, in die er am 1. Oktober 1931 erneut aufgenommen wurde, und übernahm schließlich die NSDAP-Ortsgruppenleitung in Lamspringe. Ebenfalls 1931 wurde er als Kreisvorsitzender Bauernfunktionär des Reichslandbundes und schrieb Artikel in der Fachpresse. So forderte er in seiner Schrift „Deutscher Bauer erwache!“ 1931 die zukünftige Organisation der kontinentalen Großraum-Wirtschaft mit Gewalt und sah die Lösung „des Problems ‚Volk ohne Raum‘ durch das Schwert, nicht durch Erwerbung von Rohstoffkolonien, sondern durch Weitung des natürlichen Lebensraums im Osten“.  Backe führte darin weiter aus, dass kurzfristige Ertragssteigerung nur Mittel zum Zweck seien, um die Voraussetzungen für die künftige Eroberung von Raum zu schaffen:

„Heute ist unsere Aufgabe die innere Kolonisation um jeden Preis, um auf beschränktem Lebensraum die lebendige Kraft anzuhäufen, die nötig ist, um morgen die Fesseln des knappen Raumes zu sprengen.“

Über solche Beiträge wurde Walther Darré auf ihn aufmerksam und holte ihn als Mitarbeiter in seinen Agrarpolitischen Apparat der NSDAP. Auf Darrés Bestreben hin kandidierte Backe für den preußischen Landtag, woraufhin er nach erfolgreicher Wahl im April 1932 als Obmann der Fraktion im landwirtschaftlichen Ausschuss eingesetzt wurde.
Backe selbst sieht in seinem in Nürnberger Internierung 1946 verfassten Bericht in zwei Veranstaltungen mit Adolf Hitler im Frühjahr und Oktober 1931 in Braunschweig einen entscheidenden Anstoß für seine verstärkte politische Aktivität. Hitler habe ihn sehr beeindruckt, da er „die Volksgemeinschaft als erste Voraussetzung jeder inneren Gesundung verlangte und an den Idealismus und Opfermut jedes einzelnen appellierte“.
Anfang Januar 1933 hielt Backe in München einen Vortrag über die Lage der deutschen Landwirtschaft im kleinsten Kreis vor Hitler.

## Zeit des Nationalsozialismus
Backe und sein Förderer, Ernährungsminister Walther Darré, pflegten 1933 ein vertrautes und freundschaftliches Verhältnis, das sich darin zeigte, dass Darré Taufpate von Backes im August 1933 geborenem zweiten Kind Albrecht wurde. Auf Betreiben Darrés wurde Backe im Juni 1933 zunächst Reichskommissar und im Oktober 1933 Staatssekretär im Reichsministerium für Ernährung und Landwirtschaft. Des Weiteren war er Hauptabteilungsleiter im Stabsamt des Reichsnährstandes und gehörte dem Reichsbauernrat an. Ein Jahr später führte er die sogenannte Erzeugungsschlacht ein. Dabei ging es darum, durch eine Erhöhung der Lebensmittelproduktion die Importe so niedrig wie möglich zu halten und so dem Ideal einer autarken Wirtschaft nahezukommen, eine Zielvorstellung, die aber nie erreicht werden konnte. Auch in der SS gelang Backe eine steile Karriere. Am 1. Oktober 1933 wurde er zum SS-Sturmbannführer ernannt (SS-Nummer 87.882) und dem Stab des Rasse- und Siedlungshauptamtes zugewiesen. Am 29. März 1934 avancierte er zum SS-Obersturmbannführer, am 20. April 1934 zum SS-Standartenführer, am 9. September 1934 zum SS-Oberführer und am 1. Januar 1935 zum SS-Brigadeführer, um am 1. Dezember 1937 innerhalb der Hierarchie der SS-Führer die 71. Stelle einzunehmen. Im November 1942 wurde er zum SS-Obergruppenführer, der zweithöchsten Stufe eines SS-Generals, befördert.
Schon am 27. Februar 1934 hatte sich Backe beim Geheimen Staatspolizeiamt aus rassistischen Gründen gegen den Einsatz von Juden als „Landhelfer“ in der Landwirtschaft gewandt, da

„im Falle eines größeren Zuzugs berufsfremder Juden aufs Land noch erheblichere Gefahren für die Reinerhaltung der Rasse hinzukommen […] Ich bitte deshalb dringend, diese unter dem Deckmantel der Umschulung auf Rassenvergiftung zielenden jüdischen Bestrebungen nicht nur im Einzelfall, sondern grundsätzlich auf jeden Fall zu unterbinden.“

Im Juli 1935 bezeichnete Backe seinen Minister Darré in einem Brief an seine Frau Ursula als „Versager“, er sei in allen wirtschaftlichen Fragen „schwach“ und „unsicher“. 1936 wurde Backe Leiter der Geschäftsgruppe Ernährung im Rahmen des Vierjahresplans und damit Hermann Göring direkt unterstellt. Damit war er in Ernährungsfragen zum Vorgesetzten des Reichslandwirtschaftsministers Darré aufgestiegen, da Görings Vierjahresplanbehörde kriegswirtschaftlich den Ministerien übergeordnet war. Er hatte nun de facto mehr Macht als sein Minister. Backe wurde in den Jahren von 1933 bis 1936 „Schritt für Schritt zur entscheidenden Figur innerhalb der Agrarpolitik“. Er selbst charakterisierte 1946 seine Ernennung zum Ernährungsbeauftragten Görings als „Möglichkeit, nach oben durchzukommen, um die Probleme, die von der Landwirtschaft gesehen, dringend der Lösung bedurften, anzuschneiden“. Konzeptionell vertrat Backe zwar den rassenideologischen Ansatz Darrés, verband diesen aber mit einer Kapitalismuskritik und einem aus der Beschäftigung mit dem Wirtschaftsliberalismus des 19. Jahrhunderts erwachsenen Bestreben für einen extremen Protektionismus. Tatsächlich hatte er die Möglichkeit erhalten, auch Hitler direkt zur Ernährungslage vorzutragen.

### Senator und Erster Vizepräsident der Kaiser-Wilhelm-Gesellschaft
Neben seinen Ämtern als Ernährungsstaatssekretär und Leiter der Geschäftsgruppe Ernährung in der Vierjahresplanbehörde agierte Backe als Wissenschaftspolitiker. 1937 wurde er Senator der Kaiser-Wilhelm-Gesellschaft (KWG) zur Förderung der Wissenschaften. Im Zentrum seiner Arbeit stand der Ausbau der agrarwissenschaftlichen Institute, die unter seinem Einfluss zu den am stärksten expandierenden Instituten der KWG avancierten. So wurde das Kaiser-Wilhelm-Institut für Züchtungsforschung intern als „Backe-Institut“ bezeichnet. Schwerpunkt der Forschungen war die Züchtung von eiweiß- und ölhaltigen Pflanzen, mit denen die Eiweiß- und die „Fettlücke“ der deutschen Wirtschaft geschlossen werden sollten. Ende November 1937 schlug Backe dem Senat zusätzlich die Gründung eines „Instituts für Tierforschung“ vor, das dann Mitte 1938 realisiert wurde, nachdem die KWG vom Reichsernährungsministerium zu diesem Zweck 2000 Hektar Wirtschaftsflächen unweit Rostock erhalten hatte. Als weitere „Backe-Institute“ der KWG galten das „Institut für landwirtschaftliche Arbeitswissenschaften“ und das „Institut für Kulturpflanzenforschung“.
Am 31. Juli 1941 ernannte der Senat der Kaiser-Wilhelm-Gesellschaft Backe zum Ersten Vizepräsidenten seines Präsidiums. Backes Wahl zum Ersten Vizepräsidenten ging zum einen auf eine entsprechende Intervention Görings zurück und entsprach zudem den Wünschen des Reichsernährungsministeriums, das zusammen mit dem Reichserziehungsministerium der größte Geldgeber der KWG war; das „Kaiser-Wilhelm-Institut für Züchtungsforschung“ bezog sogar 80 Prozent seiner Etats aus Backes Ministerium. Backes Wahl stand in Zusammenhang mit dem wenige Wochen zuvor erfolgten „Beginn des Rußlandfeldzuges“, da man annahm, der erwartete „rasche militärische Sieg über die Sowjetunion würde die Stellung des Reichsernährungsministeriums und vor allem Herbert Backes als des starken Mannes dort enorm aufwerten“. Im Zuge der beabsichtigten Nutzung der besetzten Gebiete der Sowjetunion, vor allem der Ukraine, als „Kornkammern“ für das Deutsche Reich plante man, dort umfassende Forschungs- und Handlungsmöglichkeiten für die agrarwissenschaftlichen Institute zu schaffen.
Als „Wissenschaftspolitiker“ erwirkte Backe die verstärkte Einbindung der landwirtschaftlichen Forschungen der KWG in die Zielvorstellung eines „kontinentaleuropäischen Wirtschaftsraums unter deutscher Führung“, auf der praktischen Seite trieb er „die Züchtung von Pflanzen und Tieren, die speziell für die landwirtschaftlichen Verhältnisse der besetzten Gebiete geeignet waren“, voran. Am 9. Februar 1942 erzielte Backe mit dem geschäftsführenden KWG-Vorstand Ernst Telschow und Heinrich Himmlers Agrarwissenschaftler sowie SS-Oberführer Konrad Meyer Einvernehmen über den Ausbau der züchterischen Forschungsstationen in den schon besetzten und noch zu besetzenden Gebieten der UdSSR, der aufgrund des Kriegsverlaufs aber nicht mehr verwirklicht wurde. Backes Verhältnis zu Telschow war so „herzlich“, dass der ehemalige KWG-Vorstand noch 1949 in einer eidesstattlichen Versicherung Backe als im Kern unpolitischen, die Wissenschaften fördernden Ehrenmann darstellte: „Herr Backe gehörte zu denjenigen Persönlichkeiten, die sich in ganz besonderem Maße für die deutsche wissenschaftliche Forschung eingesetzt haben […] Entsprechend dieser Auffassung hat er sich niemals bei den Beratungen im Senat […] von politischen Gesichtspunkten leiten lassen.“

### Görings Ernährungsbeauftragter im Zweiten Weltkrieg

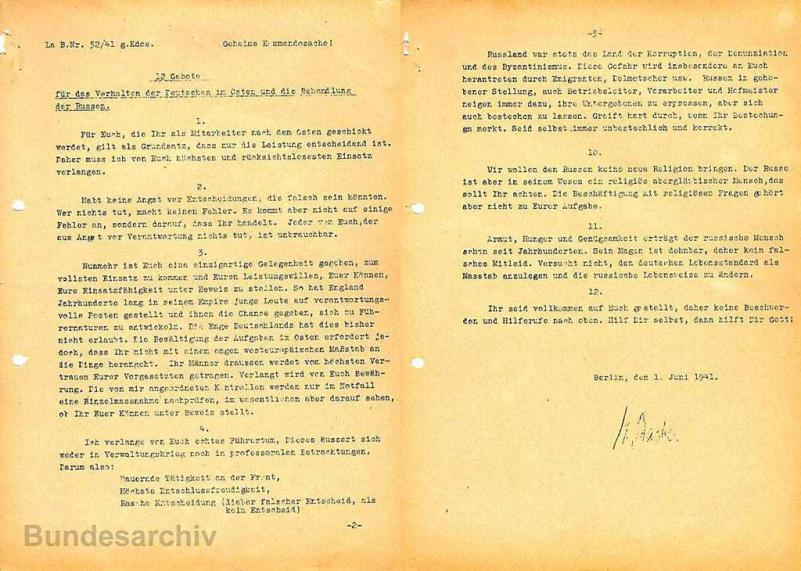
Die „12 Gebote“ Backes, 1. Juni 1941 (Auszug)

Seit dem deutschen Überfall auf die Sowjetunion am 22. Juni 1941 war Backe für den Lebensmittelnachschub für die im Osten kämpfenden Truppen verantwortlich. Schon am 1. Juni 1941 hatte er in seiner Eigenschaft als Staatssekretär im RMEL „12 Gebote für das Verhalten der Deutschen im Osten und die Behandlung der Russen“ veröffentlicht, die als Ergänzung seiner Richtlinien und Weisungen für die Landwirtschaftsführer der Wirtschaftsorganisation Ost gedacht waren. Diese hätten ihre „Leistung“ auf der Basis „höchsten und rücksichtslosesten Einsatz[es]“ zu bringen. Man dürfe „keine Angst vor Entscheidungen, die falsch sein könnten“, haben, diese dürfe im Kampf gegen Russland, dem „Land der Korruption, der Denunziation und des Byzantinismus“ keine Rolle spielen. Es sei das Ziel, „die Bevölkerung […] zu unserem Werkzeug zu machen“, wobei die zentrale Frage jeder Entscheidung lautete: „Was nützt es Deutschland?“, während gegenüber den Menschen der zu erobernden sowjetischen Gebiete gelte: „Armut, Hunger und Genügsamkeit erträgt der russische Mensch schon seit Jahrhunderten. Sein Magen ist dehnbar, daher kein falsches Mitleid.“ Verteilt wurden Backes „12 Gebote“ in der „Kreislandwirtschaftsführermappe“ vom 1. Juni 1941, die in der Literatur auch als „Gelbe Mappe“ bezeichnet werden, an über 10.000 Landwirtschaftsführer, die für den Osteinsatz vorgesehen waren.

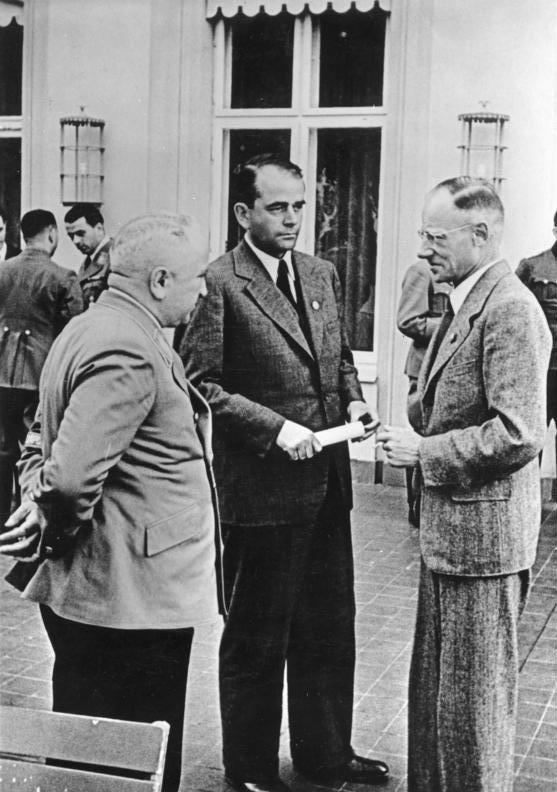
Robert Ley, Albert Speer und Herbert Backe bei einer Pause während der Arbeitsbesprechung der Schulungsbeauftragten der NSDAP am 4. August 1942 auf der „Schulungsburg“ in Berlin-Wannsee

Aufgrund seiner Herkunft und seiner Forschungsschwerpunkte galt Backe als Russlandexperte. Daher folgte er am 23. Mai 1942 Darré, der zwar nicht nominell entlassen, aber in dauerhaften „Krankheitsurlaub“ geschickt wurde, als Leiter des Landwirtschaftsministeriums. Seinen Minister hatte er schon vor dessen Beurlaubung Schritt für Schritt „über Görings Vierjahresplanbehörde entmachtet“. Backe saß als Nachfolger Darrés zudem ab dem 16. Mai 1942 als Oberbereichsleiter dem Reichsamt für das Landvolk der NSDAP geschäftsführend vor. Backes Hauptaufgabe war es, für den Nachschub an Lebensmitteln im Krieg gegen die Sowjetunion zu sorgen. Als Mitglied von Görings Wirtschaftsführungsstab Ost, dem er seit April 1941 angehörte, hatte Backe schon im Frühjahr 1941 einen radikalen Hungerplan gegen die Zivilbevölkerung der UdSSR entworfen. Darin hatte er den Hungertod von 30 Millionen Menschen einkalkuliert, um die Nahrungsmittel aus den sowjetischen Überschussgebieten, insbesondere der Ukraine, nicht mehr für die Versorgung der sowjetischen Großstädte zu verwenden, sondern für die Ernährung der kompletten Wehrmacht und zur ergänzenden Lebensmittelversorgung der deutschen Bevölkerung. Über seine Planungen der Ernährungspolitik im „Unternehmen Barbarossa“ im Frühjahr 1941 informierte er Darré, damals formell noch sein Minister, den er in kriegswirtschaftlichen Fragen als ignorant ansah und für den er nur noch „Verachtung“ empfand, nicht einmal mehr.
Wegen des fehlgeschlagenen Blitzkriegs verhungerten statt der einkalkulierten 30 Millionen nach Schätzung des Yale-Historikers Timothy Snyder tatsächlich 4,2 Millionen Menschen in den besetzten Gebieten. Betroffen waren neben Einwohnern abgeriegelter Großstädte wie Leningrad, in erster Linie Menschen, die aufgrund angeblicher rassischer Minderwertigkeit oder kriegswirtschaftlicher Nützlichkeitserwägungen am unteren Ende der Ernährungshierarchie standen: vor allem sowjetische Kriegsgefangene, Juden, Behinderte und Psychiatriepatienten.
Nachdem Backe schon vorher an der „Heimatfront […] für die Kürzung der Rationen der noch in Deutschland lebenden Juden“ gesorgt hatte, arbeitete er zusammen mit Himmler von Mai bis August 1942 konsequent daran, den Nahrungsverbrauch im Generalgouvernement drastisch zu reduzieren und rechtfertigte, so der britische Wirtschaftshistoriker Adam Tooze, „die Eliminierung aller polnischen Juden aus der Nahrungsmittelkette erstmals expressis verbis mit der allgemeinen Ernährungslage“. Als die deutschen Beamten vor Ort am 23. Juni 1942 darauf hinwiesen, dass schon die vorhandenen Nahrungsrationen für die Polen nicht ausreichten und ein Abfluss von Lebensmitteln nach Deutschland untragbar sei, erhielten diese folgende Erwiderung Backes:

„Im G[eneral]G[ouvernement] befinden sich noch 3,5 M[illionen] Juden. Polen soll noch in diesem Jahr saniert werden.“

In den besetzten Gebieten der Sowjetunion kooperierten Backe und Himmler vor allem bei der „Ernteerfassung“, bei der durch Aktivitäten der Partisanen große Ausfallquoten zu verzeichnen waren, so dass im Juli 1942 Himmlers SS die „Erntesicherung“ in den besetzten Ostgebieten übergeben wurde. Für 1942 vermerkt Himmlers Diensttagebuch mehrere Treffen mit Backe und die editierenden Historiker sprechen in ihrer Einleitung von einer „besonders eng[en]“ Verbindung Himmlers mit Backe, insbesondere bei der „Zusammenarbeit in der Siedlungspolitik und bei der gewaltsamen Beschlagnahme landwirtschaftlicher Produkte“. Seine Wertschätzung für Backe zeigte Himmler auch in seiner Posener Rede vom 4. Oktober 1943 vor seinen SS-Führern:

„Wenn die SS zusammen mit den Bauern, wir zusammen mit unserem Freund Backe dann die Siedlung im Osten betreiben, großzügig, ohne jede Hemmung, ohne jedes Fragen nach irgendwelchem Althergebrachten, mit Schwung und revolutionärem Drang, dann werden wir in 20 Jahren die Volkstumsgrenze um 500 Kilometer nach Osten herausschieben.“

An den Beratungen für die Ausarbeitung des Generalplan Ost, der nach dem von der NS-Führung erhofften siegreichen Krieg die Deportation von mindestens 31 Millionen Menschen vorsah, war Backe „immer wieder beteiligt“.
Obwohl der Schwerpunkt seiner Tätigkeit als Görings Ernährungsbeauftragter beim Ostkrieg lag, kümmerte sich Backe auch in den besetzten westeuropäischen Ländern in großem Ausmaß um die Beschaffung von Nahrungsmitteln und übte Druck aus. So hatte das kleine Dänemark den beträchtlichen Anteil von zehn Prozent des deutschen Gesamtbedarfs an Fleisch, Butter und Zucker sowie 90 Prozent des Bedarfs an frischem Fisch zu liefern. Ende 1943 sah Backe, wie er in einer Aufzeichnung für Außenminister Joachim von Ribbentrop schrieb, in dem Reichsbevollmächtigten für Dänemark Werner Best den maßgeblichen Akteur für die schwieriger werdende Aufgabe, die Steuerung der dänischen Wirtschaft gegen divergierende Interessen so zu gestalten, dass „die Zufuhren aus Dänemark in der vorgesehenen Höhe weitergehen“, wovon die „Lebensmittelversorgung Deutschlands im fünften Kriegswirtschaftsjahr wesentlich“ abhänge.

### Backes Selbstverständnis als „Leistungsmensch“ im Nationalsozialismus
In einem Brief vom Herbst 1943 an seine Frau bezeichnete Backe sich als Politiker, der „stets nur die Leistung für sich sprechen läßt“, und bedauerte, dass „Leistungsmenschen“ wie er beim „Führer“ weniger Sympathien als die „Angeber“ besäßen. Zu den „Leistungsmenschen“, mit denen er auch private freundschaftliche Beziehungen unterhielt, zählte er den Gauwirtschaftsberater und SS-Wirtschaftsführer Hans Kehrl und den Chef des Reichssicherheitshauptamtes Reinhard Heydrich. Wie groß die Wertschätzung Heydrichs für Backe gewesen war, zeigt ein Brief vom 27. Juni 1942 von Heydrichs Witwe Lina an Backe:

„Ich weiß, wie sehr mein Mann Sie und Ihre Arbeit geschätzt und geachtet hat. Wissen Sie noch, wie oft Sie beide miteinander festgestellt haben, wie gleich und unter wie gleichen Umständen Ihrer beiden Arbeit geschaffen wurde. […] Noch auf seinem Krankenbett sagte Reinhard zu mir: Wie gut, daß Backe jetzt freie Hand hat.“

Wie sehr der „Leistungsmensch“ Backe die Vernichtung der Juden wünschte, zeigen erhalten gebliebene Notizen, die er während einer dienstlichen Italienreise am 5. Mai 1943 auf einer Menükarte hinterließ:

„Organisation des Abendlandes unsere historische Aufgabe, primitive Völker als Glacis vor uns organisieren. Denn Europa lockt den Osten. Bekenntnis zu dieser Aufgabe. Judentum muss in Europa ausgerottet werden. […] Der ganze Krieg ist ein antisemitischer Krieg. Staatengerümpel muss beseitigt werden. Einzige Hand, dies zu organisieren: Deutschland, Schwerthand. […] Unempfindlich gegen Gefühle für Juden. […] Leben ist grausam. Wir sind nicht Erfinder, sondern Opfer dieser Welt.“

Backe selbst schrieb in seinen Lebenserinnerungen in alliierter Haft, eine Kernidee des Nationalsozialismus habe er darin gesehen, „dass das Leben des Einzelnen nur gesichert ist in einem gesunden Volkskörper“, und er selbst habe sich den ihm „als Züchter selbstverständlichen Gedanken der Auslese der Tüchtigsten“ zur Handlungsorientierung genommen, um eine größtmögliche Wirkung „für die Allgemeinheit“ zu erreichen.
Backe, der wesentlich pragmatischer als sein Vorgänger war, drängte die romantisierende Blut-und-Boden-Ideologie zurück und orientierte sich an den industriellen Rahmenbedingungen der Landwirtschaft in den 1930er- und 1940er-Jahren. Am 6. April 1944 wurde er von Hitler zum „Reichsminister ohne Geschäftsbereich“ ernannt und mit der Weiterführung der Leitung des RMEL beauftragt. Die Bezeichnung „Reichsminister ohne Geschäftsbereich“ diente dazu, weiterhin „die Entmachtung Darrés nach außen zu verschleiern“. Backe zählt für den renommierten Hitler-Biographen Ian Kershaw „zu den Gefährten [Hitlers] aus alten Zeiten“.  So behielt Backe gemäß Hitlers politischem Testament auch nach dessen Suizid in der nachfolgenden geschäftsführenden Reichsregierung seinen Ministerposten. Er gehörte zu den Männern, denen Hitler die Aufgabe anvertraute, „die Arbeit kommender Jahrhunderte fortzuführen“, womit, nach der Deutung Ian Kershaws, der „Aufbau eines nationalsozialistischen Staats“ gemeint war. Diese offenkundige Wertschätzung durch den Führer bedeutete für Backe, wie er 1946 in amerikanischer Haft schrieb, viel.

## Verhaftung und Tod
Nach der bedingungslosen deutschen Kapitulation wurde Backe zusammen mit dem Reichsverkehrsminister Dorpmüller durch die Alliierten aufgefordert, „zu Eisenhowers Hauptquartier zu fliegen und um Anweisungen für die ersten Wiederaufbauschritte zu bitten“.
Von seiner Verhaftung am 15. Mai 1945 im US-Hauptquartier in Reims wurde Backe überrascht. Er war in dem Glauben gewesen, die Amerikaner würden ihn als Experten zur Vermeidung einer Hungersnot brauchen. Backe bereitete sich sogar auf ein von ihm erwartetes Treffen mit General Dwight D. Eisenhower vor und hatte nicht damit gerechnet, als Gefangener behandelt zu werden. In einem Brief an seine Frau vom 31. Januar 1946 verteidigte er den Nationalsozialismus als eine der „großartigsten Ideen aller Zeiten“, die vor allem ihren Niederschlag in der nationalsozialistischen Agrarpolitik gefunden habe.
In alliierter Haft wurde Backe im Rahmen der Nürnberger Prozesse am 21. Februar und 14. März 1947 vernommen. Backe war als Angeklagter für den Nürnberger Wilhelmstraßen-Prozess vorgesehen. Im Nürnberger Kriegsverbrechergefängnis schrieb Backe zwei Abhandlungen: einen sogenannten „Großen Bericht“ über seinen Werdegang und sein Wirken im Nationalsozialismus sowie am 31. Januar 1946 einen für seine Frau Ursula und seine vier Kinder gedachten Testamentsentwurf. Aus Angst vor einer Auslieferung an die Sowjetunion erhängte sich Backe am 6. April 1947 in seiner Zelle.

## Geschichtswissenschaftliche Rezeption
Eine umfassende Biografie zu Herbert Backe liegt nicht vor. Gesine Gerhard, Professorin an der kalifornischen University of the Pacific, arbeitete langjährig an diesem Projekt und stellte ihre Forschungen 2009 in einem Zwischenbericht in der Fachzeitschrift Contemporary European History vor. In ihrer 2015 erschienenen Studie Nazi Hunger Politics führte sie diese Erkenntnisse weiter aus, verzichtete aber auf eine spezielle Backe-Biografie zugunsten einer Gesamtdarstellung der Geschichte der nationalsozialistischen Ernährungspolitik mit Backe „at the center of this story“.
Bis heute stützen sich Fachpublikationen vor allem auf die Kurzbiografie des Rostocker Historikers Joachim Lehmann, der „lange Zeit als der vielleicht beste Kenner Herbert Backes“ galt. Lehmann und Gerhard haben für ihre Veröffentlichungen Backes Nachlass ausgewertet. Dies gilt auch für die erst 2011 publizierte Studie von Bertold Alleweldt, der für seine im Jahre 2000 an der Universität Frankfurt eingereichte Magisterarbeit auch Backes Kinder Armgard und Albrecht Backe befragen konnte.
Nach dem Krieg wurde Backe meist „auf einen effizienten, unpolitischen Technokraten nach der Art von Albert Speer reduziert“. Demgegenüber charakterisierte der von den 1950er- bis in die 1970er-Jahre maßgebliche amerikanische Osteuropaforscher Alexander Dallin Backe nur insofern als Vertreter einer „unpolitischen“ Kriegsführung, als es diesem darum gegangen sei, gegenüber der Sowjetbevölkerung keinerlei politische Konzessionen zuzulassen oder Integrationsbemühungen zu zeigen, sondern „sie lediglich als Ausbeutungsobjekt“ zu betrachten. Backe gehört für Dallin wie Göring zur Gruppe „der extremen Ausbeuter“ in der NS-Führung. Backe sei der „Hauptpfeiler des deutschen Wirtschaftsegoismus“ gewesen.
Während Backe in der deutschen Enzyklopädie des Nationalsozialismus schlicht nicht aufgeführt ist, stellt ihn die nicht minder renommierte Enzyklopädie des Holocaust in einer Kurzbiografie als dem „führungsschwachen Ernährungsminister Walter Darré“ folgenden „Ernährungsdiktator“ dar, der in der NS-Führung der starke Mann für die Planung und Durchführung der „rücksichtslose[n] Ausbeutung der Nahrungsmittelbestände der besetzten Gebiete im Osten“ gewesen sei.
Jüngere Einschätzungen zur Person Backes schwanken zwischen „Blut-und-Boden-Ideologe“ und realistisch-technokratisch orientiertem Pragmatiker. Susanne Heim sieht in Backes kriegswirtschaftlichem Kalkül beim deutschen Überfall auf die Sowjetunion eine „Strategie, bei der der Hungertod von ‚zig Millionen Menschen‘ von vornherein eingeplant war“; dies sei ein Indiz dafür, dass er als kühl kalkulierender NS-Pragmatiker im Gegensatz zu seinem Minister, dem „in Blut- und Bodenmythen schwebenden Landwirtschaftsminister Darré“ gestanden habe. Dieser Auffassung widerspricht Gesine Gerhard: Sie sieht darin die Konstruktion eines Scheinwiderspruchs zwischen Ideologie und Pragmatismus, die auf Darrés Selbstdarstellung im Nürnberger Kriegsverbrecherprozess zurückgehe. Backe habe in keinem Dissens zu Darrés „Blut- und Boden-Ideologie“ gestanden, sondern dessen ideologischen Impetus in eine pragmatisch kriegswirtschaftlich orientierte und legitimierte Hungerpolitik gelenkt, der er höchste Priorität zugemessen habe und bei deren Umsetzung er Hitlers volles Vertrauen genossen habe. Ihrer Auffassung nach lässt sich Backe mit seinem effektiven Handeln im Krieg gut in die ehrgeizige Gruppe der von Michael Wildt vor allem im Führungskorps des Reichssicherheitshauptamtes verorteten „Generation des Unbedingten“ einordnen, die ihrem Selbstverständnis nach eine historische Mission zur Transformation der Gesellschaft im Sinne des Nationalsozialismus zu erfüllen hatte. Rüdiger Hachtmann sieht Backe wie Göring als prominentes Beispiel eines „Typus […] des politischen Machers“.
Für Joachim Lehmann vertrat Backe wie Darré „Visionen einer bäuerlich begründeten […] Gesellschaft“, die er aber im Unterschied zu Darré erst „für die Jahrzehnte nach einem erfolgreichen Krieg“ aufbauen wollte, sodass die „Konstruktion eines Gegensatzes zwischen dem ‚Etatisten‘ Backe und anderen ‚Blut- und Boden‘-Ideologen vordergründig und falsch“ sei. Der britische Wirtschaftshistoriker und Spezialist zur nationalsozialistischen Kriegsgeschichte Adam Tooze stimmt Lehmanns Einschätzung zu, dass Backe beides war: pragmatischer Technokrat und Agrarideologe. Tooze vertritt die These: „In Wirklichkeit war Backe als nazistischer Ideologe kein bisschen weniger fanatisch als Darré oder, was das betrifft, Heinrich Himmler.“ Die Beziehung von Backe zu Darré sei nicht durch ideologische Differenzen geprägt gewesen, sondern dadurch, dass Backe den „ewigen Wahrheiten“ Darrés „ein konventionelles Stufenmodell von der historischen Entwicklung“ entgegengesetzt habe, das mit kurzfristigen kriegswirtschaftlichen Ergebnissen ebenso kompatibel gewesen sei wie mit dem langfristigen Ideal des Autarkieziels. Auch Gesine Gerhard verneint einen ideologischen Gegensatz zwischen Darré und Backe. Sie spricht von einem „finalen Bruderkampf“, der nicht ideologisch, sondern durch den Konflikt unterschiedlicher Persönlichkeiten und politischer Rivalitäten bedingt gewesen sei.
Der Militärhistoriker Rolf-Dieter Müller sieht in Backe den „stärkste[n] Motor für eine radikale Hungerpolitik“; es sei diesem gelungen, „das vermeintlich ökonomisch Notwendige mit dem ideologisch Wünschbaren zu verbinden“. So bestehe der Kern von Backes zweifelhafter Leistung in folgendem Tatbestand: „Er lieferte die Argumente, um die Hungerpolitik als Instrument des rassenideologischen Vernichtungskriegs sachlich zu rechtfertigen.“

## Schriften
- Das Ende des Liberalismus in der Wirtschaft. Reichsnährstand Verlags-GmbH, Berlin 1938.
- Die russische Getreidewirtschaft als Grundlage der Land- und Volkswirtschaft Rußlands. Nur für den Dienstgebrauch. Eigenverlag [1941/42].
- Um die Nahrungsfreiheit Europas. Weltwirtschaft oder Großraum. Goldmann, Leipzig 1942.
- Kapitalismus und Nahrungsfreiheit. Herausgegeben und mit einer Einleitung versehen von Rolf Hinder. (= neue, veränderte Auflage von Um die Nahrungsfreiheit Europas). Verlag des Instituts für Geosoziologie und Politik, Bad Godesberg 1957.